# Damernas truppmångkamp i rytmisk gymnastik vid olympiska sommarspelen 2000
Damernas truppmångkamp i rytmisk gymnastik vid olympiska sommarspelen 2000 avgjordes i Sydney.

## Medaljörer
| Gren           | Guld                                                                                                  | Silver                                                                                        | Brons |
| Damernas trupp | Ryssland Irina Belova Jelena Tjalamova Natalia Lavrova Marija Netesova Vyera Sjimanskaja Irina Zilber | Belarus Tatjana Ananko Tatjana Belan Anna Glazkova Irina Iljenkova Maria Lazuk Olga Puzjevitj | Grekland Eirini Aindili Evangelia Christodoulou Maria Georgatou Zacharoula Karyami Charikleia Pantazi Anna Pollatou |

## Resultat
Tio lag bestående av sex gymnaster i varje deltog i kvalet den 26 augusti.
De åtta främsta lagen gick vidare till finalen den 28 augusti.

### Kval
| Placering | Nation    | 5 käglor    | 2 tunnband / 3 band | Totalt |
| --------- | --------- | ----------- | ------------------- | ------ |
| 1         | Grekland  | 19.700 (1T) | 19.700 (1)          | 39.400 |
| 2         | Ryssland  | 19.700 (1T) | 19.666 (2)          | 39.366 |
| 3         | Belarus   | 19.700 (1T) | 19.616 (3)          | 39.316 |
| 4         | Japan     | 19.500 (4)  | 19.266 (4)          | 38.766 |
| 5         | Tyskland  | 19.416 (5)  | 19.183 (6)          | 38.599 |
| 6         | Bulgarien | 19.250 (6)  | 19.233 (5)          | 38.483 |
| 7         | Brasilien | 19.150 (8)  | 19.066 (7)          | 38.216 |
| 8         | Italien   | 19.250 (6)  | 18.933 (8)          | 38.183 |
| 9         | Frankrike | 19.050 (9)  | 18.850 (9)          | 37.900 |
| 10        | Spanien   | 19.033 (10) | 18.816 (10)         | 37.849 |

### Final
| Placering | Nation    | 5 Käglor | 2 tunnband / 3 band | Totalt |
| --------- | --------- | -------- | ------------------- | ------ |
|           | Ryssland  | 19.800   | 19.700              | 39.500 |
|           | Belarus   | 19.800   | 19.700              | 39.500 |
|           | Grekland  | 19.550   | 19.733              | 39.283 |
| 4         | Tyskland  | 19.533   | 19.366              | 38.899 |
| 5         | Japan     | 19.350   | 19.200              | 38.550 |
| 6         | Italien   | 19.250   | 19.233              | 38.483 |
| 7         | Bulgarien | 19.166   | 19.266              | 38.432 |
| 8         | Brasilien | 19.066   | 19.200              | 38.266 |